# اللالة (الحد)

تعديل مصدري - تعديل

اللالة هي إحدى قرى عزلة الحد بمديرية الحد التابعة لمحافظة لحج، بلغ تعداد سكانها 220 نسمة حسب تعداد اليمن لعام 2004.